# Rhinolophus willardi
Rhinolophus willardi (Kerbis Peterhans & Fahr, 2013) è un pipistrello della famiglia dei Rinolofidi endemico della Repubblica Democratica del Congo.

## Descrizione

### Dimensioni
Pipistrello di piccole dimensioni, con la lunghezza della testa e del corpo tra 61 e 73 mm, la lunghezza dell'avambraccio tra 49,7 e 51,5 mm, la lunghezza della coda tra 22 e 26 mm, la lunghezza delle orecchie tra 24,2 e 29 mm e un peso fino a 16 g.

### Aspetto
La pelliccia è lunga e lanosa. Le parti dorsali sono bruno-grigiastre, mentre le parti ventrali sono più grigiastre e brillanti. Le orecchie sono grandi, con circa 12 pieghe cutanee nella parte interna del padiglione auricolare. La foglia nasale presenta è grigio scura, è densamente ricoperta di peli ed ha un processo connettivo poco sviluppato. La porzione anteriore presenta un incavo al centro del bordo inferiore ed una foglietta supplementare dietro di essa. Le membrane alari sono bruno-grigiastre scure. La coda è lunga ed inclusa completamente nell'ampio uropatagio.

## Distribuzione e habitat
Questa specie è diffusa sulle sponde occidentali del Lago Tanganika, nella Repubblica Democratica del Congo orientale.
Vive nelle foreste a circa 1 880 metri di altitudine.

## Conservazione
Questa specie, essendo stata scoperta solo recentemente, non è stata sottoposta ancora a nessun criterio di conservazione.